# Gedenken an den 13. Februar 1945 in Dresden
Das Gedenken an den 13. Februar 1945 erinnert an die Luftangriffe auf Dresden im Februar 1945, bei denen bis zu 25.000 Menschen starben. Diese Ereignisse führten nach Kriegsende zu einer besonderen, teilweise geschichtsverklärenden Form der Erinnerungskultur mit alljährlichen Gedenkveranstaltungen an jenem Februar-Datum oder in dessen zeitlicher Nähe. Unmittelbar nach diesen Angriffen wurde die Zerstörung Dresdens noch im nationalsozialistischen Staat, insbesondere durch das Reichsministerium für Volksaufklärung und Propaganda unter Joseph Goebbels, politisch vereinnahmt, was in unterschiedlichen Stufen auch nach 1945 stattfand.

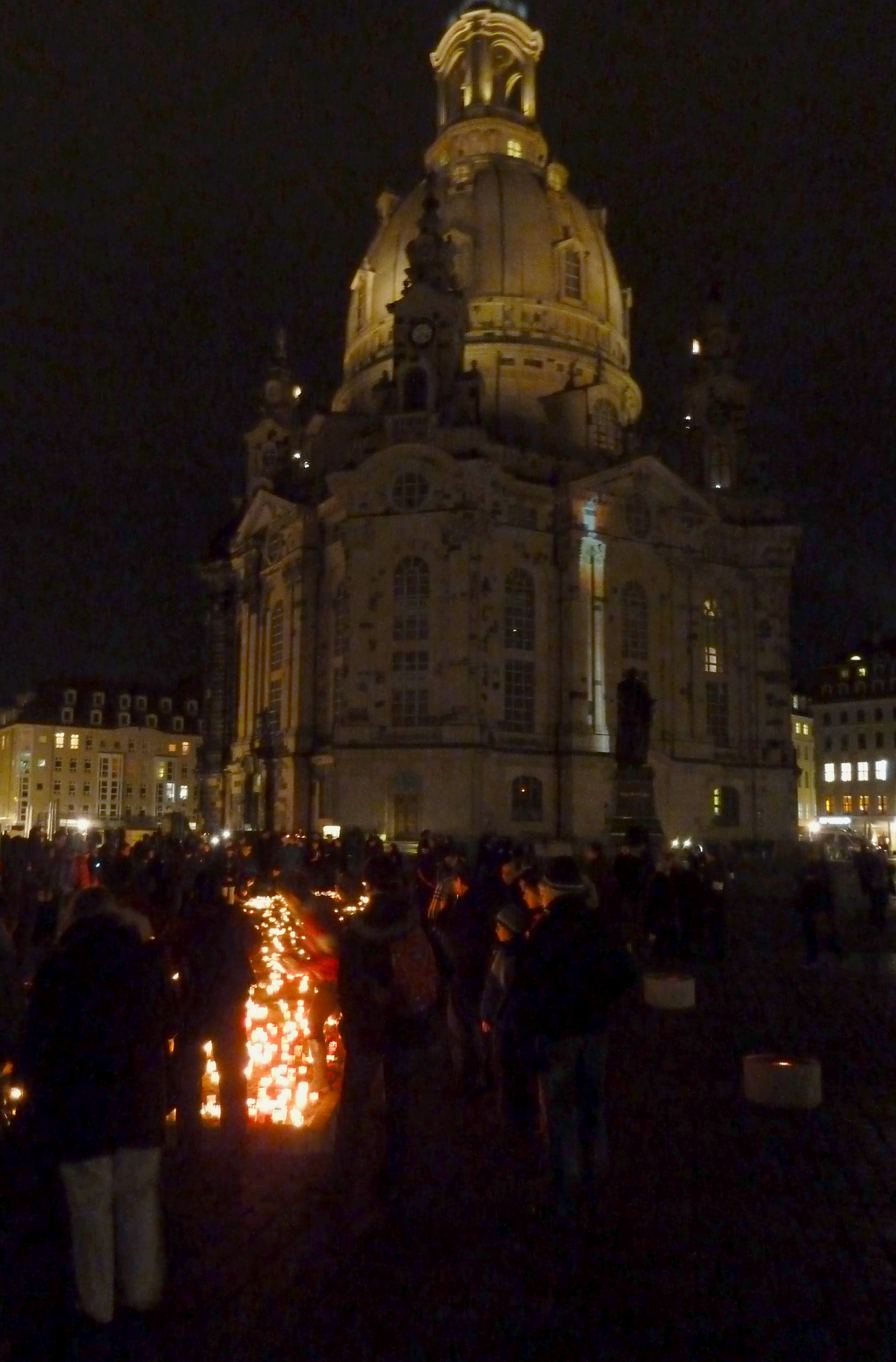
Eine der Gedenkveranstaltungen am 13. Februar 2014: Wie bereits in den Vorjahren werden viele Kerzen in Form einer großen Kerze vor der Frauenkirche aufgestellt, während eine leuchtende Kerze auf die wiederaufgebaute Kirche illuminiert wird.

## Staatliches Gedenken in der SBZ und DDR 1946 bis 1989
In Dresden gab es zunächst 1946 beginnend – früher als in anderen deutschen Städten – regelmäßige politische Gedenkveranstaltungen, deren Schwerpunkte mehrfach verändert wurden. Zunächst betonte man eine „… bewusst von den faschistischen Verbrechern provozierte Zerstörung Dresdens…“, an der „… die politische Schwäche des deutschen Volks“ eine Mitschuld trage. Auf Anweisung der sowjetischen Militäradministration sollte damals das Gedenken keinen Trauercharakter haben.

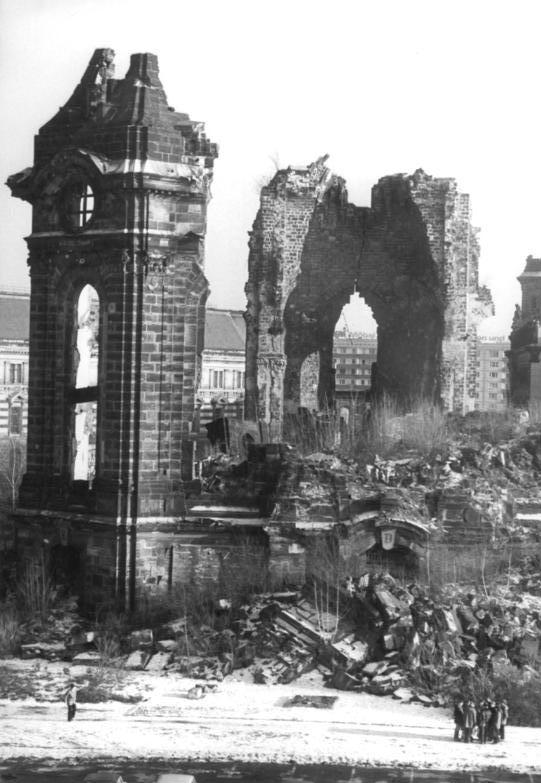
Die Ruine der Frauenkirche im Februar 1985

Während dieses Gedenken weitgehend die Kirchen übernahmen – traditionell läuten seitdem an einem 13. Februar um 21:50 Uhr die Glocken aller Dresdner Kirchen – wurde ab den 1960er Jahren zunehmend die Schuld den Westalliierten angelastet, deren Bombardements keinen militärischen Zielen gegolten und keinerlei strategische Bedeutung für das Kriegsende gehabt hätten. Der vormalige sächsische Ministerpräsident Max Seydewitz stellte in seinem Dresdenbuch Die unbesiegte Stadt die frei erfundene Behauptung auf, die deutsch-US-amerikanischen Besitzer der Villa San Remo in Dresden, Charles und John H. Noble, hätte die alliierten Luftflotten mit einem Sender nach Dresden gelotst (Noble-Legende). Sie berücksichtigten die deutsche Kriegsschuld, deutsche Terrorangriffe und den Holocaust als Angriffsursachen sowie deren eventuelle militärische Notwendigkeit nur unzureichend. Erst seit der politischen Wende in der DDR 1989 setzten sich die Stadtvertreter vor allem während der Jahrestage der Luftangriffe intensiver mit ihrer Vergangenheit auseinander.

## Widerstand in Ostdeutschland ab 1981
Ein von Staatsinteressen unabhängiges Gedenken begannen Jugendliche der kirchlichen Friedensbewegung in der DDR. Sie verbreiteten auf illegalen Flugblättern ab September 1981 den Aufruf zum 13. Februar 1982. Vor der Ruine der Frauenkirche sollte eine symbolische Kerzenaktion gegen die zunehmende Militarisierung der Gesellschaft stattfinden. Letztlich wurde der Impuls des Aufrufs der Jugendlichen mit deren Zustimmung in die Kreuzkirche kanalisiert. Das Friedens-Forum vom 13. Februar wurde 1982 zu einem Höhepunkt der staatskritischen Friedensbewegung „Schwerter zu Pflugscharen“, woran seit 2010 das Mahnmal „Steine des Anstoßes“ vor dem Südportal der Kreuzkirche erinnert.

## Staatliches Gedenken im Wiedervereinigten Deutschland 1991 bis 2015
Am Morgen des 13. Februars fand bis 2015 alljährlich die offizielle Feierstunde zum Gedenktag an die Luftangriffe auf Dresden auf dem Heidefriedhof statt. Während Rechtsextremisten und Neonazis die Teilnahme an den offiziellen Kranzniederlegungen eine Zeitlang verwehrt geblieben war und sie ihre Aktionen erst nach dem Ende der offiziellen Feier entfalten konnten, stand der NPD mit ihrem Einzug in den Sächsischen Landtag auch die Teilnahme (2005–2014) am offiziellen Protokoll zu.

## Vereinnahmung durch Rechtsextreme 1990 bis 2010
Am 13. Februar 1990 hielt der britische Holocaustleugner David Irving einen Vortrag in Dresden vor rund 500 zustimmenden Teilnehmern. Er bezeichnete die alliierten Luftangriffe als Völkermord und gab so – den offiziell nie existenten – Neonazis in der DDR Auftrieb. Danach und besonders ab 1992 benutzten immer mehr Rechtsextremisten das jährliche Gedenken für ihre Propaganda. Im Jahr 2000 organisierte die Junge Landsmannschaft Ostdeutschland (JLO) erstmals einen eigenen nächtlichen „Trauermarsch“. Von 2001 bis 2004 stieg die Teilnehmerzahl dieser Veranstaltung von 750 auf etwa 2.100 an, am 13. Februar 2005 demonstrierten etwa 6.500 Rechtsextremisten, am 13. Februar 2007 nahmen etwa 1.500 Personen am „Trauermarsch“ teil. Am 13. Februar 2010 wiederum nahmen etwa 6500 Personen teil; der Aufmarsch wurde jedoch von ca. 5.000 Gegendemonstranten blockiert. Durch Videoaufnahmen ist belegbar, dass der spätere AfD-Politiker Björn Höcke teilnahm.

## Zurückhaltende Politik und wachsender Widerstand gegen Rechtsextreme ab 2000
Dagegen gab es verschiedenste Initiativen, die allerdings wenig Resonanz fanden und auch durch die damalige politische Dominanz der CDU in Dresden und Sachsen nicht unterstützt wurden. Die Regierungspartei schien die rechtsextreme Symbolik zu tolerieren. Die Vereinnahmung der Zerstörung Dresdens durch Neonazis fand in Dresden erst ab 2001 einen staatlichen Widerpart. Der damals neu ins Amt gekommene Oberbürgermeister Ingolf Roßberg (FDP) lud erstmals Vereine und Verbände zu einem koordinierten Vorgehen gegen rechtsextreme öffentliche Veranstaltungen für das Folgejahr ein und unterstützte die Aktion Weiße Rose. Er setzte eine Historikerkommission zur Ermittlung der tatsächlichen Opferzahlen der Luftangriffe auf Dresden ein und unterstützte bürgerschaftliches Engagement von Behördenseite.
Dieses wurde jedoch durch die sächsische CDU und Dresdner Bürger behindert. Die Sachsen seien, so eine Regierungserklärung von Kurt Biedenkopf vor dem sächsischen Landtag, immun gegen Rechtsextremismus. Das erwies sich als eine folgenschwere Fehleinschätzung, die noch bis weit in die 2010er-Jahre hinein wirkte. Sie gab rechtsextremen Tendenzen Auftrieb und bremste bürgerschaftliches Engagement gegen Neonazis.

## Entwicklung seit 2010
Nach verschiedenen Rückschlägen entstand schließlich im Oktober 2009 das Bündnis „Nazifrei! – Dresden stellt sich quer“ aus Antifa-Gruppen für mehr Initiativen gegen den damals inzwischen Europas größten Naziaufmarsch; die überparteiliche Zusammenarbeit gelang der 2018 verstorbenen Stadträtin Christa Müller (CDU) gegen alle Widerstände innerhalb ihrer Partei, besonders aber gegen deren außerregionale und übergeordnete Funktionsträger innerhalb des Landesverbandes der CDU.
Im Jahr 2010 bildeten erstmals etwa 10.000 Dresdner eine Menschenkette um die Innere Altstadt, um diese symbolisch von Neonazis abzuschirmen. Ein Bündnis der Stadt mit Kirchen, Gewerkschaften, Parteien, Wirtschaftsverbänden und weiteren Gruppen hatte dazu aufgerufen. Seit 2010 wird die Menschenkette jährlich durch die „Arbeitsgruppe (AG) 13. Februar“ organisiert. Unterschiedliche Vertreter der Kirchen, der Jüdischen Gemeinde, der Kommunalpolitik, der Wirtschaft, der Wissenschaft und Forschung, der Zivilgesellschaft, des Sportes, der Kultur und der Stadtverwaltung der Landeshauptstadt Dresden arbeiten gemeinschaftlich an der erinnerungspolitischen Ausrichtung des 13. Februars.
In jenem Jahr konnten außerdem Sitzblockaden erstmals den Aufzug der Neonazi-Demonstration verhindern, da die Polizei sich außerstande sah, die Demonstrationsstrecke zu räumen. Im Nachgang behauptete die Dresdner Oberbürgermeisterin Helma Orosz, nur die Menschenkette um die Innenstadt habe den Aufzug der Neonazis verhindert.
In den folgenden Jahren kam es zu wiederholten Blockaden des Aufmarsches mit unterschiedlichem Erfolg. Die rechtsextremen Aktivitäten wurden dadurch zurückgedrängt. Sie fanden nun nicht mehr am 13. Februar, sondern vor oder nach diesem Datum mit nur wenigen 100 Teilnehmern statt.
Rund um die Demonstrationen gab es wiederholt Kritik am Vorgehen der Polizei, das als unverhältnismäßig angesehen wurde. So wurde der Jenaer Jugendpfarrer Lothar König fälschlicherweise wegen Landfriedensbruch angeklagt, ein nicht vorbestrafter Familienvater ohne Beweise zu einem Jahr und zehn Monaten Haft verurteilt und die Polizei spähte in einer Funkzellenabfrage die Daten von 54.000 Personen aus.
Dresdner Bürgerinitiativen vielfältigster Art bieten eigene Gedenkveranstaltungen zu den Jahrestagen der Luftangriffe an. Über nationale Grenzen hinweg tragen sie in Zusammenarbeit mit der Partnerstadt Coventry dazu bei, dass die deutsche Kriegsschuld nicht angezweifelt werden kann. 2010 wurde mit dem Dresden-Preis ein internationaler Friedenspreis gestiftet, der jährlich am 13. Februar vergeben wird.
Das Bündnis „Dresden Nazifrei“ lädt außerdem seit 2011 zum „Mahngang Täterspuren“ ein, der als Stadtrundgang wichtige Schauplätze und Ereignisse Dresdens im Dritten Reich darstellt.
2024 kamen 13.000 Menschen zur Menschenkette.